# Minto-Odanah
Minto-Odanah es un municipio canadiense situado en la provincia de Manitoba.

## Superficie
Minto-Odanah tiene una superficie de 746,31 km².

## Demografía
En 2021, tenía 1121 habitantes, una densidad poblacional de 1,5 hab./km², y 454 viviendas.